# خبز وملح (مسلسل)
خبز وملح مسلسل سوري أنتج عام 2003، وهو مسلسل يعالج مشكلة السمنة التي باتت ظاهرة سلبية تشغل المجتمعات العربية والقائمين على وسائل الإعلام فيها ويهتم بالصحة العامة ويقدم النصيحة الطبية والمعلومة الصحية للمشاهدين من خلال شخصيات محبوبة للجمهور.
عرض على قناة الديرة الفضائية.

## طاقم العمل
- سيناريو الكاتبة ديانا فارس
- إخراج حسان داوود

## الممثلون
قام بالتمثيل في هذا المسلسل قصي خولي وشكران مرتجى وليلى جبر ومانيا نبواني وسعد الدين بقدونس وليلى سمور وحسام تحسين بك وعارف الطويل وفرح جبر، ومن ضيوف الشرف صباح الجزائري ومن السعودية إبراهيم الحساوي وبكر الشدي، ومن لبنان المذيع التلفزيوني ميشال قزي.

## جوائز
وقد حاز على الجائزة الذهبية لأفضل إنتاج في دورة تكريم الأعمال الدرامية في سورية.